# Suore di Nostra Signora del Rosario
Le Suore di Nostra Signora del Rosario (in spagnolo Hermanas de Nuestra Señora del Rosario; sigla R.R.) sono un istituto religioso femminile di diritto pontificio.

## Storia
La congregazione fu fondata il 21 gennaio 1896 a Buenos Aires dal sacerdote José Américo Orzali, futuro vescovo di San Juan. La prima superiora generale fu madre Lucinda del Cuore di Gesù
L'istituto, canonicamente eretto 13 marzo 1905, ricevette il pontificio decreto di lode il 21 giugno 1931 e l'approvazione definitiva il 21 giugno 1938.

## Attività e diffusione
Le suore si dedicano all'educazione della gioventù e alla cura dei malati.
Oltre che in Argentina, sono presenti in Uruguay; la sede generalizia è a Buenos Aires.
Alla fine del 2015 l'istituto contava 48 religiose in 13 case.